# Детскосельская (платформа)
Детскосе́льская (до 2016 — Платформа 21 км) — железнодорожная платформа Витебской линии Октябрьской железной дороги в городе Пушкине. Расположена между Железнодорожной улицей и шоссе Подбельского вблизи Буферного парка. Обслуживает жителей северных микрорайонов Пушкина, расположенных на территории бывшего населённого пункта Большое Кузьмино.
В 2008 году проведена реконструкция станции. Полностью заменены платформы и опоры контактной сети. Вместо низкой ограды установлен забор, выходы в концах платформы закрыты. Установлены павильоны с кассами и турникетами; выход осуществляется только через них.
С момента открытия платформа имела техническое обозначение 21-й километр. Топонимическая комиссия Санкт-Петербурга предлагала дать платформе название Кузьмино — по одноимённой деревне, существовавшей поблизости. Администрация Пушкинского района же хотела переименовать станцию Детское Село в Царское Село — Город Пушкин, а название Детское Село присвоить платформе 21-й километр. 28 октября 2015 года, после того как станции Детское Село вернули историческое название Царское Село, Топонимическая комиссия Санкт-Петербурга единогласно согласовала название Детскосельская для платформы 21-й километр. Остановочный пункт был официально переименован 23 июня 2016 года.
В 2011 году рядом с о. п. 21-й километр была открыта конечная станция «Царскосельская» Южной трассы Малой Октябрьской железной дороги. 

## Достопримечательности
Рядом с железнодорожной платформой установлен памятник защитникам Ленинграда. Монумент представляет собой земляной холм с двумя противотанковыми пушками ЗиС-2. Из откоса холма выступает железобетонная балка с надписью: «Здесь проходил передний край обороны советских войск. 1941–1944».
Памятник был установлен в ??? году[когда?]

. Авторы памятника: ???[кто?].
В связи со строительством станции МОЖД в 2011 году монумент был перенесён на несколько десятков метров южнее с изменением дизайна.
В связи с обустройством близлежащей территории в 2024 монумент был вновь перенесён на несколько метров с изменением дизайна.

## Фотографии

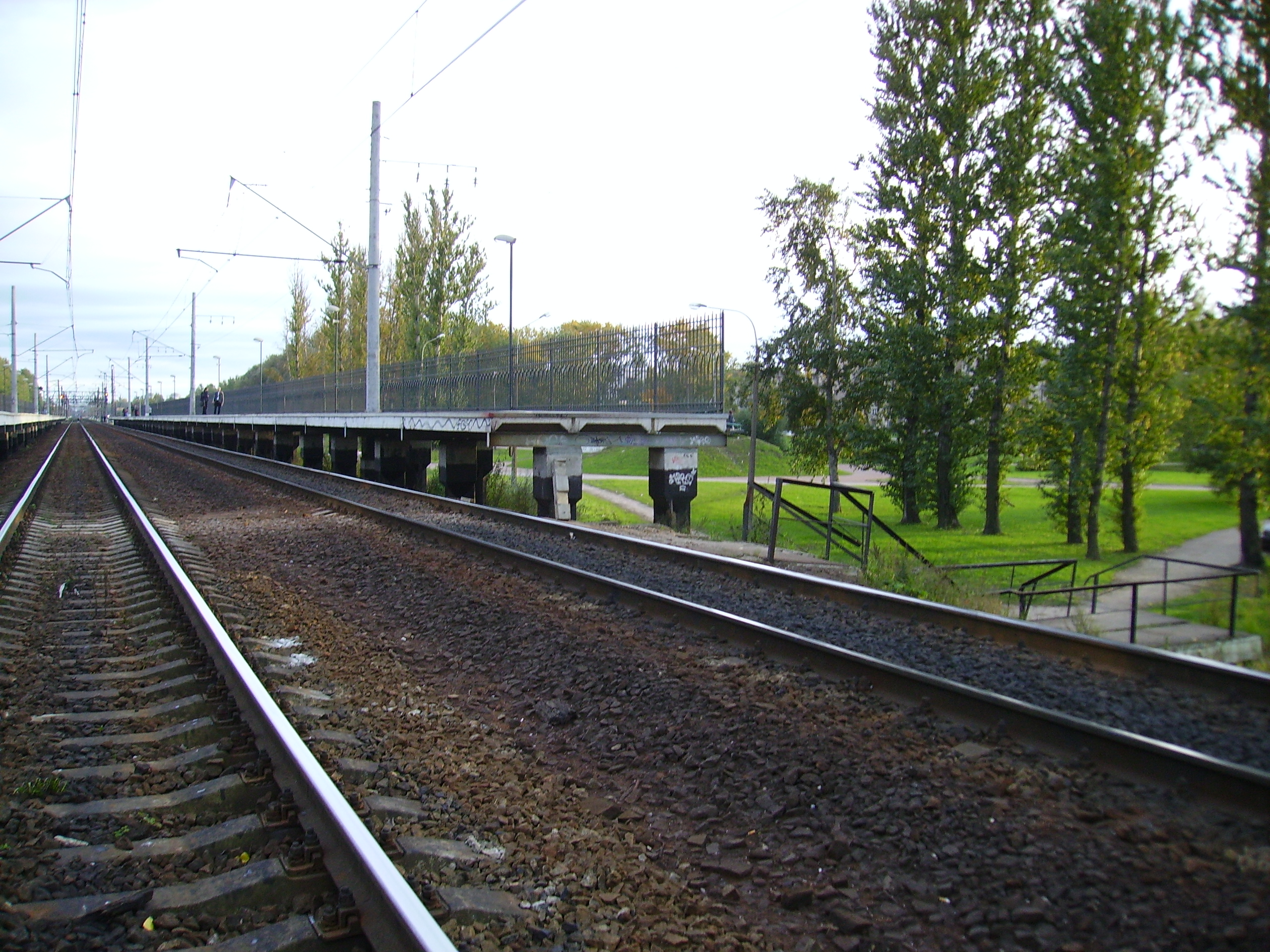
Вид со стороны СПб
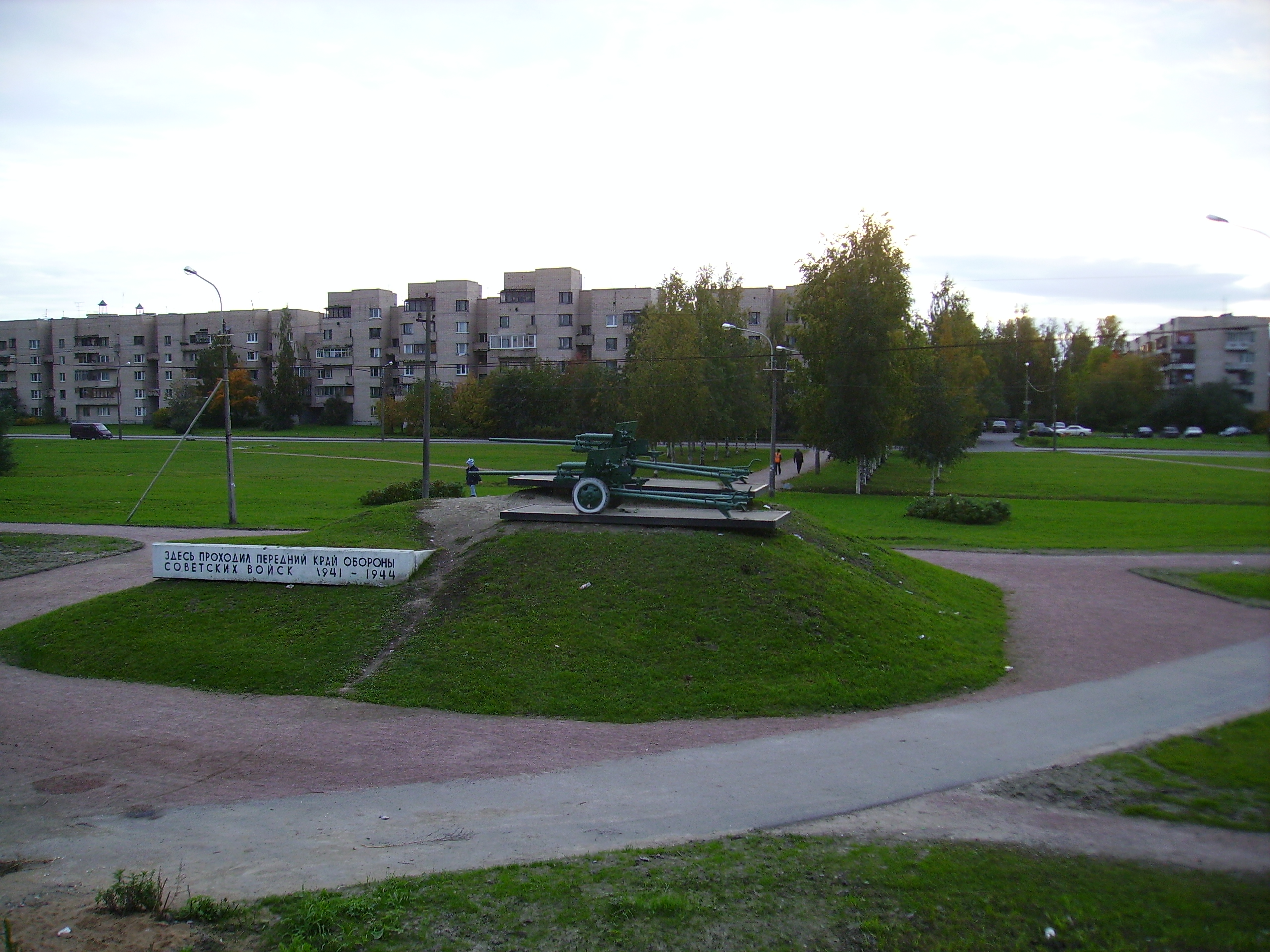
Монумент защитникам города (в 2008 году)
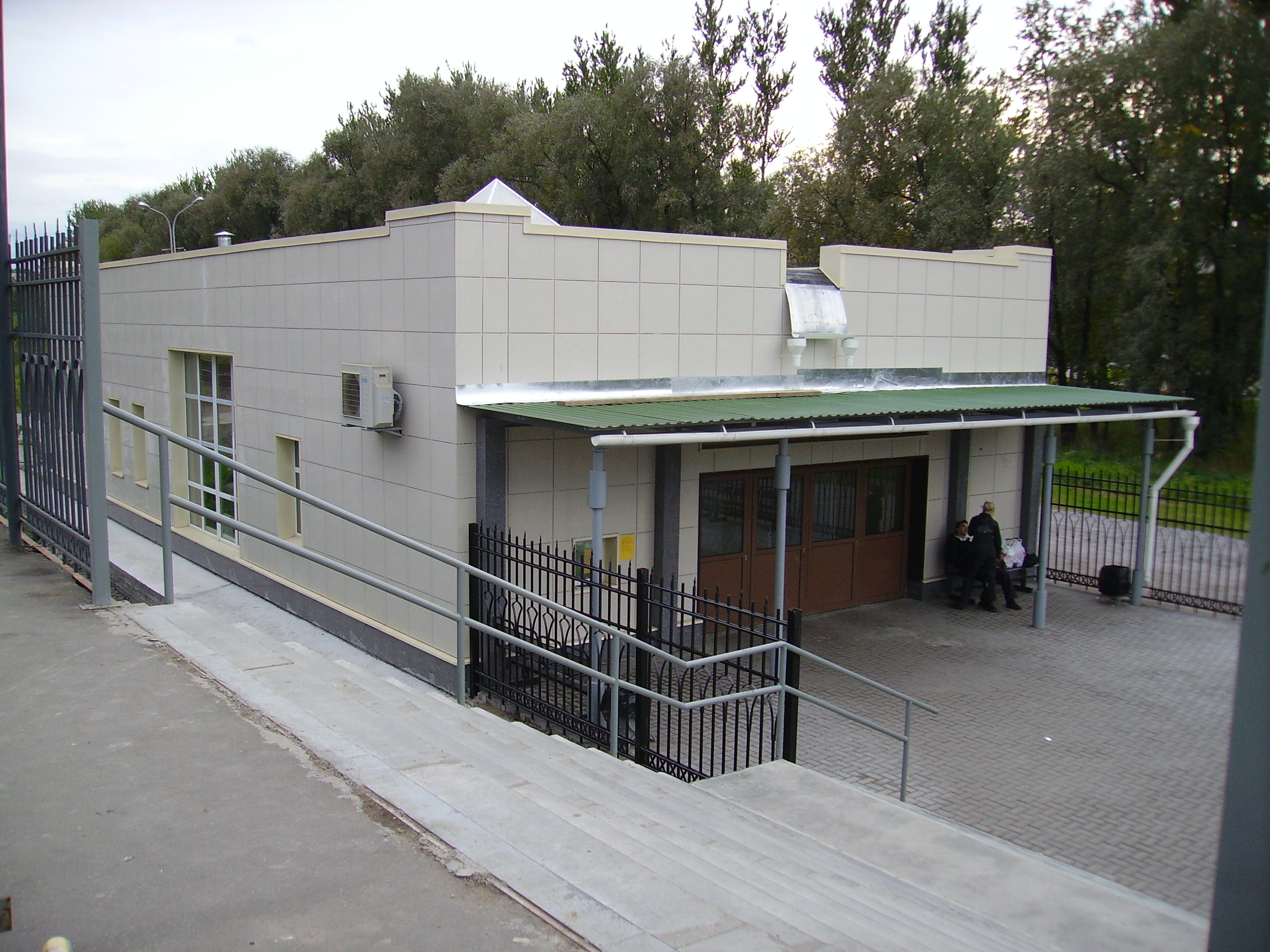
Павильон с турникетами
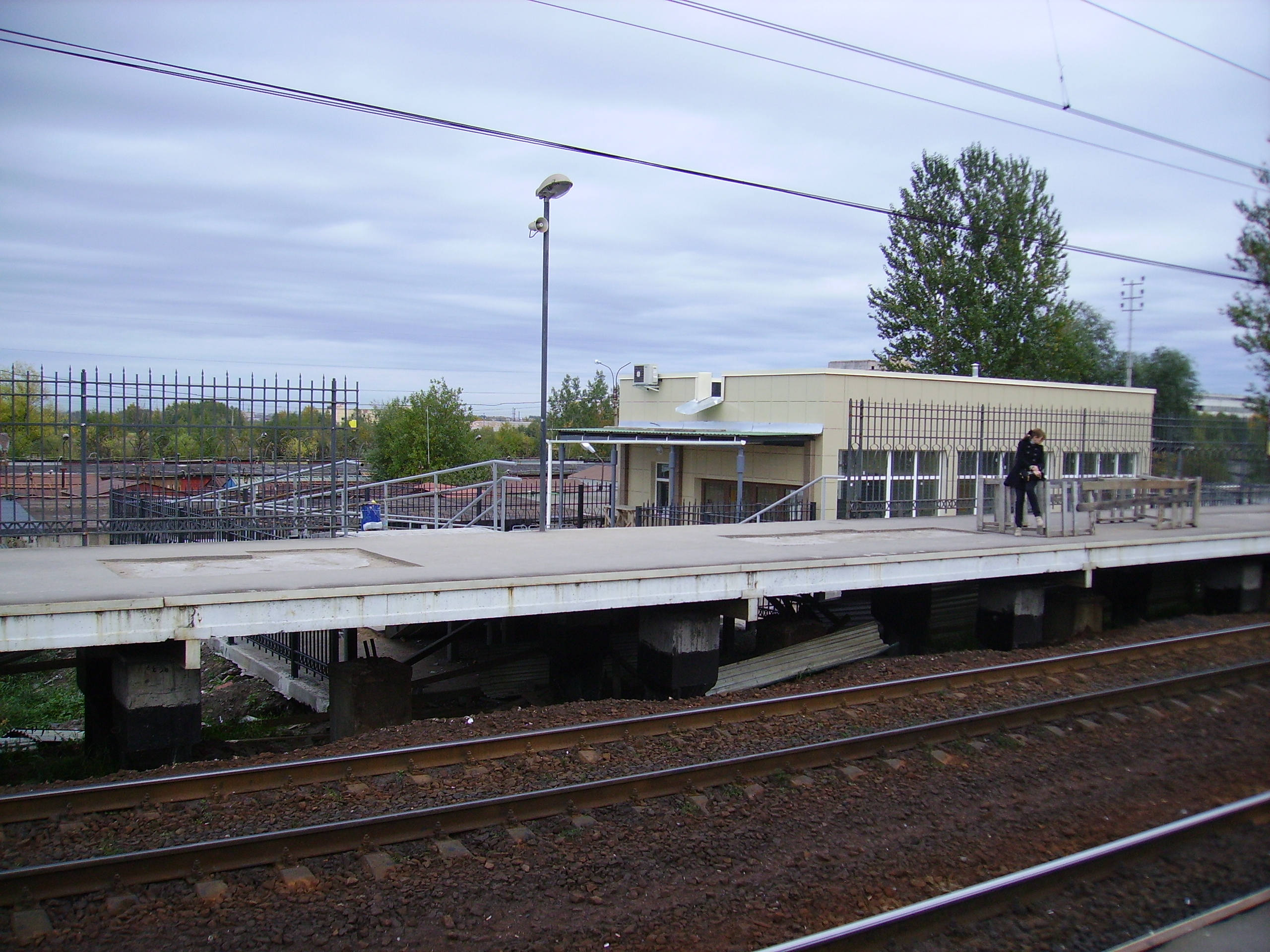
Вид на западную платформу
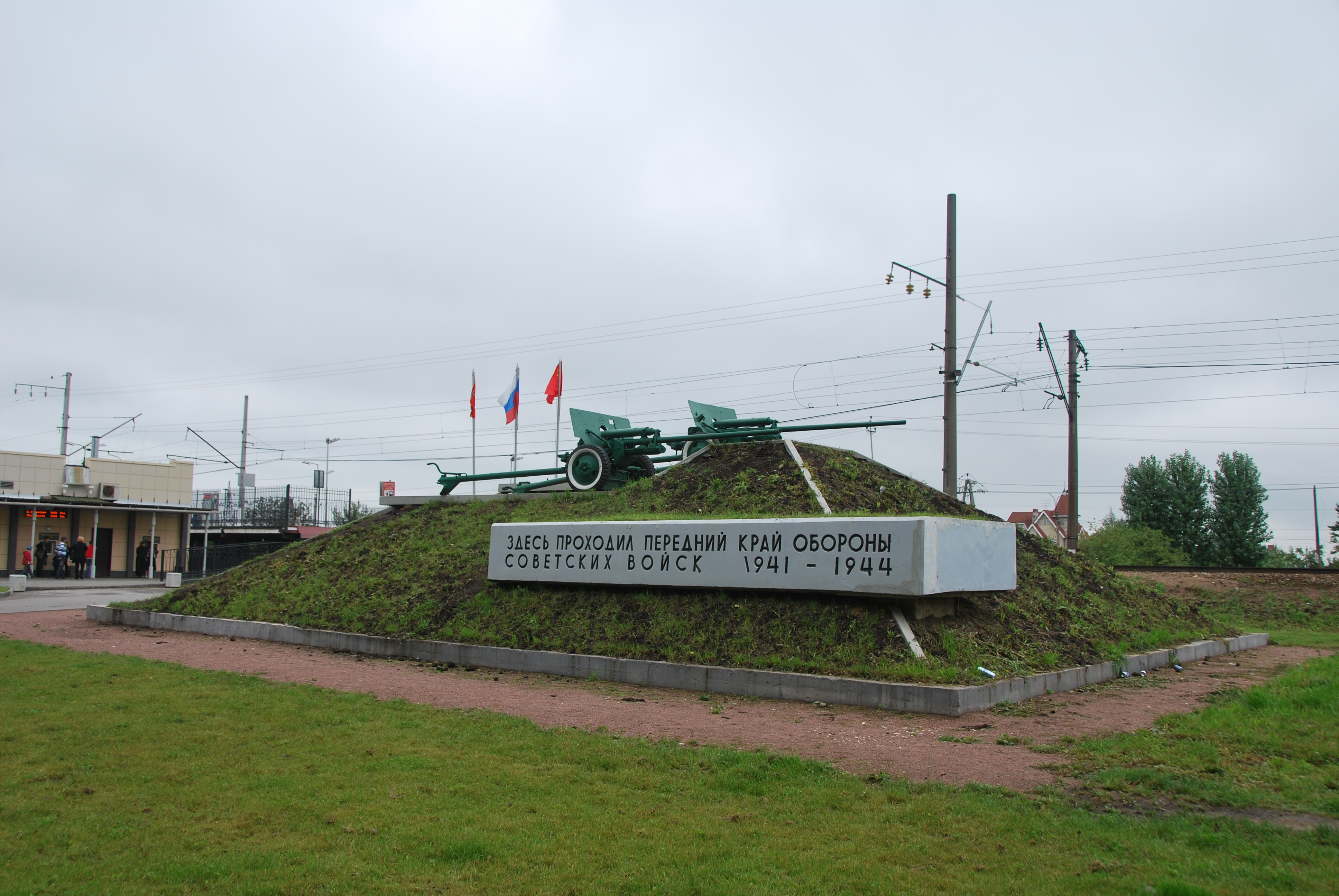
Монумент защитникам города (в 2011 году)